# 1932 dans le catholicisme
Chronologie du catholicisme
- 1928
- 1929
- 1930
- 1931
- 1932
- 1933
- 1934
- 1935
- 1936

Cet article présente les faits marquants de l'année 1932 dans le catholicisme.

## Évènements
- 21 au 26 juin : Congrès eucharistique international à Dublin.

## Naissances
- 3 janvier : Jean Charbonnier, prêtre français, missionnaire en Chine († 27 juin 2023)
- 6 janvier : José Saraiva Martins, cardinal portugais de la Curie, précédemment archevêque titulaire de Thuburnica (de)
- 13 janvier : Joseph Zen, cardinal chinois, salésien et évêque émérite de Hong Kong
- 14 janvier : Henri Schwery, cardinal suisse, évêque de Sion († 7 janvier 2021)
- 24 janvier : Henri Nouwen, prêtre et écrivain néerlandais († 21 septembre 1996)
- 2 février : Franz Kamphaus, prélat allemand, évêque de Limbourg († 28 octobre 2024)
- 6 février : Olavio López Duque (de), prélat colombien, vicaire apostolique de Casanare (es) et évêque titulaire de Strongoli (it) († 23 juin 2013)
- 23 février : Noël Colombier, prêtre et chanteur chrétien français († 14 avril 2017)
- 8 mars : Rodolfo Quezada Toruño, cardinal guatémaltèque, archevêque de Guatemala († 4 juin 2012)
- 12 mars : Marco Dino Brogi, prélat italien, diplomate du Saint-Siège et archevêque titulaire de Città Ducale (de) († 29 novembre 2020)
- 18 mars : Arthur Luysterman, prélat belge, évêque de Gand
- 2 avril : Edward Egan, cardinal américain, archevêque de New York († 5 mars 2015)
- 15 avril : Jean-Baptiste Etcharren, prêtre français, missionnaire au Vietnam, supérieur général des Missions étrangères de Paris († 21 septembre 2021)
- 22 avril : Anthony Soter Fernandez, premier cardinal malaisien, archevêque de Kuala Lumpur (en) († 28 octobre 2020)
- 27 avril : 
  - Clément Guillon, prélat français, évêque de Quimper et Léon († 9 juillet 2010)
  - Hugues Puel, prêtre dominicain, enseignant et économiste français
- 8 mai : Justo Mullor García, prélat espagnol, diplomate du Saint-Siège et archevêque titulaire d'Emerita Augusta (de) puis de Volsinium (de) († 30 décembre 2016)
- 9 mai : Michael Wiwchar, prélat canadien de rite grec-catholique, évêque de Saskatoon des Ukrainiens
- 12 mai : Jean-Marie Kélétigui, prélat ivoirien, évêque de Katiola († 31 août 2010)
- 17 mai : Miloslav Vlk, cardinal tchèque, archevêque de Prague († 18 mars 2017)
- 1er juin : Alain Carron de La Carrière, prêtre dominicain, producteur et animateur français de radio et de télévision († 7 mai 2016)
- 21 juin : Friedrich Ostermann, prélat allemand, évêque auxiliaire de Münster et évêque titulaire de Dolia (de) († 22 octobre 2018)
- 17 juillet : Bienheureuse Odette Prévost, religieuse, enseignante, bibliothécaire, missionnaire en Algérie et martyre française († 10 novembre 1995)
- 26 juillet : James Francis Stafford, cardinal américain de la Curie, précédemment évêque auxiliaire de Baltimore et évêque titulaire de Respecta (de), évêque de Memphis, archevêque de Denver
- 29 juillet : Pierre Bach, prélat et missionnaire français, vicaire apostolique de Savannakhet et évêque titulaire de Tituli-en-Proconsulaire (de) († 26 juin 2020)
- 4 août : Hubert Barbier, prélat français, archevêque de Bourges
- 10 août : Gaudencio Rosales, cardinal philippin, archevêque de Manille
- 18 août :  John Michael D'Arcy, prélat américain, évêque de Fort Wayne-South Bend († 3 février 2013)
- 24 août : Cormac Murphy-O'Connor, cardinal britannique, archevêque de Westminster († 1er septembre 2017)
- 27 août : Bienheureux Mario Borzaga, prêtre, missionnaire au Laos et martyr italien († 25 avril 1960)
- 13 septembre : Pedro Rubiano Sáenz, cardinal colombien, archevêque de Bogotá († 15 avril 2024)
- 19 septembre : 
  - Bertrand Blanchet, prélat canadien, archevêque de Rimouski
  - Pierre Reinhart, prêtre franciscain et missionnaire français au Togo († 27 février 2011)
- 5 octobre : 
  - Daniel-Ange de Maupeou d'Ableiges, prêtre, écrivain et fondateur franco-belge
  - Gabriel Piroird, prélat français, évêque de Constantine († 3 avril 2019)
- 15 octobre : Daniel Labille, prélat français, évêque de Créteil († 31 décembre 2022)
- 20 octobre : Bernardo Antonini, prêtre, missionnaire en Russie et en Asie soviétique et vénérable italien († 27 mars 2002)
- 29 octobre : Wolfgang Weider, prélat allemand, évêque auxiliaire de Berlin et évêque titulaire d'Uzita (de) († 14 février 2024)
- 1er novembre : Francis Arinze, cardinal nigérian de la Curie, précédemment évêque titulaire de Fissiana (de) puis archevêque d'Onitsha
- 23 novembre : Renato Martino, cardinal italien de la Curie, précédemment diplomate du Saint-Siège et archevêque titulaire de Segermès (de) († 28 octobre 2024)
- 29 novembre : John Anthony Kaiser, prêtre américain, missionnaire au Kenya, assassiné († 23 août 2000)
- 8 décembre : Eusébio Oscar Scheid, cardinal brésilien, archevêque de Rio de Janeiro († 13 janvier 2021)
- 11 décembre : Joseph Niangoran Teky, prélat ivoirien, évêque de Man
- 15 décembre : Ernest Cabo, prélat français, évêque de Basse-Terre et Pointe-à-Pitre, précédemment évêque titulaire de Bocconia (de) († 28 novembre 2019)

## Décès
- 8 janvier : Bienheureuse Eurosia Fabris, mère de famille italienne (° 27 septembre 1866)
- 16 janvier : Gérard van Caloen, prélat et missionnaire belge, évêque-abbé de Notre-Dame-de-Montserrat à Rio (° 12 mars 1853)
- 21 février : Adolphe Tanquerey, prêtre, enseignant et auteur français (° 1er mai 1854)
- 21 avril : Friedrich Gustav Piffl, cardinal autrichien, archevêque de Vienne (° 15 octobre 1864)
- 7 mai : François Fabre, prêtre et historien français (° 8 juillet 1854)
- 11 mai : Xavier Haegy, prêtre, journaliste et homme politique alsacien (° 2 décembre 1870)
- 20 mai : Bienheureuse María Angélica Pérez, religieuse argentine (° 17 août 1897)
- 27 mai : Elphège Filiatrault, prêtre canadien, créateur du Carillon moderne (° 27 novembre 1850)
- 3 juin : Michel-Thomas Labrecque, prélat canadien, évêque de Chicoutimi (° 30 décembre 1849)
- 2 août : Ignaz Seipel, prélat et homme politique autrichien, chancelier d'Autriche (° 19 juillet 1876)
- 30 août : Willem Marinus van Rossum, cardinal néerlandais de la Curie, archevêque titulaire de Césarée-en-Maurétanie (de) (° 3 septembre 1854)
- 13 octobre : 
  - Louis Froc, prêtre, explorateur et missionnaire français en Chine (° 24 décembre 1859)
  - Jean-François Marnas, prélat français, évêque de Clermont, précédemment évêque titulaire de Sura (de) (° 11 mars 1859)
  - Jean-Marie Mérel, prélat et missionnaire français, vicaire apostolique du Kouong-Tong et évêque titulaire d'Orcistus (de) (° 18 septembre 1854)
- 28 novembre : Fernand Hartzer, prêtre et missionnaire français en Océanie (° 24 novembre 1858)
- 29 décembre : Jules de Carsalade du Pont, prélat français, évêque de Perpignan (° 16 février 1847)